# She-Devil
She-Devil is een Amerikaanse zwarte komedie uit 1989 met Roseanne Barr als de duivelin uit de titel en met verder onder meer Ed Begley jr. en Meryl Streep. De film is losjes gebaseerd op Fay Weldons boek The Life and Loves of a She-Devil (1983). In 1986 was door de BBC al een vierdelige miniserie uitgezonden.
Dit is Barrs debuutfilm. Streep werd genomineerd voor de Golden Globe voor de beste actrice in musical of komedie.

## Verhaal
De slonzige, dikke Ruth Pratchett (Roseanne Barr) is getrouwd met accountant Bob (Ed Begley jr.). Wanneer ze erachter komt dat deze een affaire is begonnen met Mary Fisher (Meryl Streep), een succesvolle schrijfster van romantische boeken, confronteert ze hem daarmee in het bijzijn van zijn ouders. Bij zijn vertrek naar Mary geeft Bob aan dat hij vier dingen in zijn leven echt belangrijk vindt: zijn huis, zijn gezin, zijn carrière en zijn vrijheid. Ruth besluit wraak te nemen door al deze vier zaken te vernietigen. Later begint ze met een partner een uitzendbureau voor kansarme, gedumpte vrouwen, en het succes daarvan geeft haar meer mogelijkheden om Bob aan te pakken. Ondertussen gaan Mary's leven en carrière bergafwaarts, onder meer omdat het zorgen voor Bob en Ruths kinderen haar niet goed afgaat en omdat Bob haar ook meerdere malen bedriegt met andere vrouwen.

## Rolverdeling
| Acteur          | Personage             | Opmerkingen                              |
| --------------- | --------------------- | ---------------------------------------- |
| Roseanne Barr   | Ruth Pratchett        |                                          |
| Ed Begley jr.   | Bob Pratchett         | Ruths man, accountant                    |
| Meryl Streep    | Mary Fisher           | schrijfster                              |
| Sylvia Miles    | Mrs. Fisher           | Mary's moeder                            |
| Linda Hunt      | Hooper                | zuster in verpleeghuis van Mary's moeder |
| Adolph Martinez | Garcia                |                                          |
| Maria Pitillo   | Olivia Honey          |                                          |
| June Gable      | onroerendgoedmakelaar |                                          |
| Robin Leach     | zichzelf              |                                          |